# Воронцов, Иван Иванович
Ива́н Ива́нович Воронцо́в (1890, Москва — 1917) — русский футболист.

## Биография
Воронцов дебютировал 14 сентября 1913 года в товарищеском матче сборной Российской империи против сборной Норвегии. Он был капитаном команды в том матче.
Погиб на фронте Первой мировой войны.